# 東京都立雪谷高等学校
東京都立雪谷高等学校（とうきょうとりつ ゆきがやこうとうがっこう）は、東京都大田区久が原一丁目に所在する都立高等学校。学生など関係者からは「雪高」（ゆきこう）の愛称で親しまれる。

## 概要
1913年に女子実業補習学校として開校した都立高校。文武両立を校風としている。東海道新幹線沿いに校舎があり、大田区内では同じロケーションの田園調布高校、2005年3月に閉校になった旧南高校と共に「新幹線高校」と一部で呼ばれている。
女子チアリーディング部のレベルが高く、全国大会で上位の成績を残している。同様に野球部は都立強豪校として有名で、2003年に第85回全国選手権に出場。2009年の東東京大会準優勝の結果を残している。

## 教育目標
- 自主自立の精神の育成
- 「文武両立」の実現

## 重点目標
- 社会の一員として貢献できる人材の育成
- 夢を実現する進路指導
- 部活動、行事の振興

## 沿革
- 1913年4月1日 - 実業学校令に基づき、調布女子実業補習学校として東京府荏原郡調布村大字下沼部に開校。
- 1926年4月1日 - 東京府荏原郡調布村立調布女子公民学校と改称。
- 1928年4月1日 - 町制施行に基づき、東京府荏原郡調布女子実業補習学校と改称。
- 1932年10月1日 - 市域拡張に基づき、東京市大森区東調布女子公民学校と改称。
- 1934年4月1日 - 甲種程度実業学校に昇格、東京市大森区東調布実科学校と改称。
- 1935年10月1日 - 甲種実業学校に昇格、東京市東調布高等家政女学校と改称。
- 1941年4月7日 - 新校舎へ移転（東京市大森区雪ヶ谷町823）。
- 1941年5月31日 - 東京市大森高等家政女学校と改称。
- 1943年7月1日 - 都制施行に基づき、東京都立大森高等家政女学校と改称。
- 1945年5月24日 - 東京大空襲により校舎全焼。
- 1946年4月1日 - 東京都立雪谷高等女学校と改称。
- 1947年4月1日 - 東京都立雪谷高等女学校併設中学校を併設（2・3学年）。
- 1947年6月10日 - 新校舎へ移転（東京都大田区久ヶ原町1200）。
- 1948年4月1日 - 東京都立雪谷新制高等学校と改称。1年限りで併設中学校設置。
- 1949年4月1日 - 男女共学開始（昭和24年度入学生350名中男子50名、女子300名）。
- 1950年1月26日 - 東京都立雪谷高等学校と改称。
- 1954年9月27日 - 定時制分校が大田区立糀谷中学校内に移転[1]。
- 1967年3月23日 - 糀谷分校閉校[1]。
- 1977年8月 - 伊豆修善寺サイクルスポーツセンターで行われた第13回全国定時制通信制自転車競技大会に出場。4000M個人追抜の種目において優勝。
- 1997年7月31日 - 新校舎竣工[2]
- 2003年8月 第85回全国高等学校野球選手権大会に出場。都立高校としては国立高校、城東高校に次いで3番目、大田区内の高校としては日体荏原高校に次いで2番目となる。
- 2008年1月27日 - 文化・スポーツ等特別推薦に基づく選抜を野球で初めて実施、翌年の選抜ではチアリーディングでも実施した。
- 2015年10月22日 - 東京都教育委員会から、男子硬式野球部・男女陸上競技部をスポーツ特別強化校1型「特別強化部」として指定される。
- 2021年3月31日 - 73年間続いた定時制が閉課程となる。

## 部活動

### 運動系
- 男子バスケットボール
- 女子バスケットボール
- 女子バレーボール
- 男子バレーボール
- バドミントン
- チアリーディング - 2011年2月、第21回全日本高等学校チアリーディング選手権大会、及び第9回全日本クラブチームチアリーディング選手権に出場（Division1にて第7位）。
- 硬式野球 - 2003年夏（第85回）に出場し1回戦でPL学園に敗れた。2009年（第91回）の夏の甲子園大会東東京予選では決勝で力尽き、帝京高校に大敗したが準優勝の結果を残している。
- 剣道
- サッカー
- 陸上競技 - 近年、日本ジュニア・ユース陸上競技選手権ユース女子棒高跳第3位の実績がある。
- ソフトテニス
- 硬式テニス
- 水泳

### 文化系
- 吹奏楽
- 茶道
- 演劇
- 軽音楽
- 美術
- コンピュータ
- クッキング
- 書道
- 天文

## 学校行事

### 文化祭
- 雪谷祭と呼ばれ、毎年9月中旬に開催される。

## アクセス
- 東急池上線御嶽山駅から徒歩10分
- 東急バス
  - 蒲12 雪谷文化センターバス停から徒歩5分
  - 森05 久が原出世観音バス停から徒歩7分

## 関係者

### 著名な出身者
- 鷺沢萠（作家）
- 柴田道子（児童文学者）
- 本田孝一（アラビア書道家）
- かずといずみ（漫画家）
- 私屋カヲル（漫画家）
- 須田哲夫（フジテレビゼネラルアナウンサー）
- 齋藤寿幸（元名古屋テレビアナウンサー）
- 鈴木あきえ（タレント）
- 寺内よりえ（女優）
- 木匠マユリ（女優）
- 木村俊恵（女優）
- 中山仁（俳優）
- 田中実（俳優）
- 佐藤祐基（俳優）
- 西田健（俳優）
- 中島フミアキ（歌手）
- 西田遼二（シンガー・ソングライター、タオルズ）
- 高橋健一（お笑い芸人、キングオブコメディ）
- 鈴木優（元プロ野球選手・読売ジャイアンツ）
- 木村卓斗（プロサッカー選手・横浜F・マリノス)
- 岡田武夫（東アジアサッカー連盟事務総長）
- 川合稔（レーシングドライバー）

### 著名な教職員・関係者
- 伊達昌司（同校硬式野球部現指導者）
- 中西進（同校定時制課程元教諭）[3]